# Геолог (стадион)
«Гео́лог» — футбольный стадион в Тюмени. Находится в историческом центре города (улица Коммуны, 22). Стадион имеет 13 057 зрительских мест.
Построен в 1982 году. В 2001—2011 годах находился на реконструкции. После реконструкции был открыт 31 июля 2011 года. Открытие было приурочено к празднованию 425-го дня рождения города.

## История
Стадион был построен в 1982 году в районе «царёва городища», фактически на месте бывшей столицы Сибирского ханства — Чинги-Туры. Изначальная вместимость — 16 000 человек. В этом же году на стадионе начал выступать ФК «Геолог», поскольку стадион «Центральный» имел недостаточную вместимость.
В 2001 году стадион был закрыт на реконструкцию проводившуюся в три этапа:
На Первом этапе (2001—2003) было уложено новое искусственное покрытие на тренировочном (верхнем) поле, а также уложено искусственное покрытие и искусственные беговые дорожки в манеже и проведён его частичный ремонт.
В ходе второго этапа (2003—2006) на тренировочном (верхнем) поле были построены трибуны с подтрибунными помещениями на 550 мест; возведены новые трибуны в основной чаше стадиона «Геолог» с индивидуальными сидениями на 11000 зрителей; поставлено новое электроосвещение с четырьмя режимами, максимальный на 1200 люкс; установлено новое информационное табло: обновлены ограждения и радиофикация стадиона. Также было проведено обустройство территории, прилегающей к стадиону.
На третьем этапе (2008—2011) было построено новое административное здание с трибунами на 1978 зрителей под козырьком. Внутри здания расположены офисные кабинеты, раздевалки, разминочные залы, кафе, гостиница «Арена», спортзал для занятий аэробикой, тренажёрный зал, восстановительный центр, медицинский комплекс спортивной травмы и реабилитации. Над западной трибуной был построен защитный козырёк, обустроены места для прессы и шесть комментаторских кабинок. На стадионе было возведено новое видеотабло напротив уже существующего информационного табло, установлено новое освещение (максимальный режим на 1800 люкс), акустическая аппаратура. Также на стадионе «Геолог» был уложен искусственный газон с подогревом.
На матче открытия 31 июля 2011 года сыграли команды ветеранов Тюмени и московская команда «Артист». Первый же матч футбольного клуба «Тюмень» на обновлённой арене состоялся 22 августа 2012 года. Тюменцы разошлись миром в урало-сибирском дерби с ФК «Челябинск» — 2:2.
В 2020 году на стадионе будут проводиться домашние матчи омского футбольного клуба «Иртыш».